# ستيوارت هاميل
ستيوارت هاميل (بالإنجليزية: Stewart Hamill)‏ (22 يناير 1960 بغلاسكو في المملكة المتحدة - ) هو لاعب كرة قدم بريطاني في مركز الهجوم. لعب مع سكونثورب يونايتد وليستر سيتي ونادي نورثامبتون تاون ونادي سكاربورو ونادي كيترينغ تاون ونونيتون بورو ‏ ونادي ألترينتشام وPollok F.C. ‏.

## وصلات خارجية
- ستيوارت هاميل على موقع قاعدة بيانات كرة القدم.إي يو (الإنجليزية)